# Андреа Ржаничанин
Андреа Ржаничанин (Трстеник, 1995) српска је глумица. Најпознатија је по улози Анђеле у ТВ серији Војна академија.

## Биографија
Андреа Ржаничанин је 2013. године, након завршеног трећег разреда средње школе, уписала студије глуме на Факултету драмских уметности Универзитета уметности у Београду, у класи професорке Гордане Марић. Своју прву телевизијску улогу остварила је 2016. у серији Убице мог оца. Исте године добила је и улогу кадеткиње Анђеле Бањац у глумачкој подели филма Војна академија 3: Нови почетак. Овај лик је касније тумачила и у серији Војна академија, почев од треће сезоне.

## Улоге

### Филмографија
| Год.       | Назив                  | Улога               | Напомена                |
| ---------- | ---------------------- | ------------------- | ----------------------- |
| 2010-е     |                        |                     |                         |
| 2016.      | Убице мог оца          | Лидија              | ТВ серија, 3 еп.        |
| 2016.      | Војна академија 3      | Анђела Бањац        |                         |
| 2017—2020. | Војна академија        | Анђела Бањац        | ТВ серија, главна улога |
| 2018.      | Кружно                 | Дуња                | кратки филм             |
| 2019.      | Војна академија 5      | Анђела Бањац        |                         |
| 2019—2020. | Црвени месец           | Милица Станимировић | ТВ серија               |
| 2020-е     |                        |                     |                         |
| 2020.      | Лудница суботње вечери | Љиља                | кратки филм             |
| 2021.      | Предстража (енгл. )    | сељанка             | ТВ серија, 1 еп.        |
| 2021.      | Радио Милева           | Каћа                | ТВ серија, 1 еп.        |
| 2023.      |                        | Ајрин               | кратки филм             |
| 2024.      | Небеско                | Евдокија            |                         |

### Спотови
- Негативац — Хаџи продане душе (2021)[7]